# Laccophilus adjutor
Laccophilus adjutor är en skalbaggsart som beskrevs av Guignot 1950. Laccophilus adjutor ingår i släktet Laccophilus och familjen dykare. Inga underarter finns listade i Catalogue of Life.